# Temporada 1993-94 de los Dallas Mavericks
La temporada 1993-94 fue la decimocuarta de los Dallas Mavericks en la NBA. La temporada regular acabó con 13 victorias y 69 derrotas, ocupando el decimotercer y último puesto de la conferencia Oeste, no logrando clasificarse para los playoffs.

## Elecciones en elDraft
| Ronda | Puesto | Jugador        | Posición | Nacionalidad   | Universidad      |
| ----- | ------ | -------------- | -------- | -------------- | ---------------- |
| 1     | 4      | Jamal Mashburn | Alero    | Estados Unidos | Kentucky         |
| 2     | 28     | Lucious Harris | Escolta  | Estados Unidos | Long Beach State |
| 2     | 33     | Eric Riley     | Pívot    | Estados Unidos | Michigan         |

## Temporada regular
| División Medio Oeste   | División Medio Oeste | División Medio Oeste | División Medio Oeste | División Medio Oeste | División Medio Oeste | División Medio Oeste | División Medio Oeste | División Medio Oeste |
| Equipo                 | G                    | P                    | %                    | PD                   | Casa                 | Fuera                | Div                  |                      |
| ---------------------- | -------------------- | -------------------- | -------------------- | -------------------- | -------------------- | -------------------- | -------------------- | -------------------- |
| y-Houston Rockets      | 58                   | 24                   | .707                 | —                    | 35–6                 | 23–18                | 15–11                |                      |
| x-San Antonio Spurs    | 55                   | 27                   | .671                 | 3                    | 32–9                 | 23–18                | 16–10                |                      |
| x-Utah Jazz            | 53                   | 29                   | .646                 | 5                    | 33–8                 | 20–21                | 21–5                 |                      |
| x-Denver Nuggets       | 42                   | 40                   | .512                 | 16                   | 28–13                | 14–27                | 14–12                |                      |
| Minnesota Timberwolves | 20                   | 62                   | .244                 | 38                   | 13–28                | 7–34                 | 5–21                 |                      |
| Dallas Mavericks       | 13                   | 69                   | .159                 | 45                   | 6–35                 | 7–34                 | 7–19                 |                      |

## Estadísticas

### Temporada regular
| Rk | Jugador            | Edad | P  | PT | MP   | TC  | TCI  | %TC   | T3  | T3I | %T3   | TL  | TLI | %TL   | RO  | RD  | RT  | AS  | RB  | TAP | BP  | FP  | PTS  |
| -- | ------------------ | ---- | -- | -- | ---- | --- | ---- | ----- | --- | --- | ----- | --- | --- | ----- | --- | --- | --- | --- | --- | --- | --- | --- | ---- |
| 1  | Jim Jackson        | 23   | 82 | 82 | 37.4 | 7.8 | 17.5 | .445  | 0.2 | 0.7 | .283  | 3.5 | 4.2 | .821  | 2.1 | 2.7 | 4.7 | 4.6 | 1.1 | 0.3 | 4.1 | 2.0 | 19.2 |
| 2  | Jamal Mashburn     | 21   | 79 | 73 | 36.7 | 7.1 | 17.5 | .406  | 1.1 | 3.8 | .284  | 3.9 | 5.5 | .699  | 1.4 | 3.1 | 4.5 | 3.4 | 1.1 | 0.2 | 3.1 | 2.6 | 19.2 |
| 3  | Derek Harper       | 32   | 28 | 28 | 31.9 | 4.6 | 12.2 | .380  | 1.3 | 3.8 | .352  | 1.0 | 1.8 | .560  | 0.4 | 1.6 | 2.0 | 3.5 | 1.6 | 0.1 | 1.9 | 1.6 | 11.6 |
| 4  | Sean Rooks         | 24   | 47 | 28 | 26.7 | 4.1 | 8.4  | .491  | 0.0 | 0.0 | .000  | 3.2 | 4.5 | .714  | 1.8 | 3.7 | 5.5 | 1.0 | 0.4 | 0.9 | 1.7 | 2.3 | 11.4 |
| 5  | Fat Lever          | 33   | 81 | 54 | 24.0 | 2.8 | 6.9  | .408  | 0.3 | 0.9 | .351  | 0.9 | 1.2 | .765  | 1.0 | 2.5 | 3.5 | 2.6 | 2.0 | 0.2 | 1.1 | 1.9 | 6.9  |
| 6  | Popeye Jones       | 23   | 81 | 47 | 21.9 | 2.4 | 5.0  | .479  | 0.0 | 0.0 | .000  | 1.0 | 1.3 | .729  | 3.7 | 3.8 | 7.5 | 1.2 | 0.8 | 0.4 | 1.2 | 3.0 | 5.8  |
| 7  | Doug Smith         | 24   | 79 | 42 | 21.3 | 3.7 | 8.6  | .435  | 0.0 | 0.1 | .222  | 1.3 | 1.6 | .835  | 1.4 | 3.0 | 4.4 | 1.5 | 1.0 | 0.5 | 1.2 | 3.6 | 8.8  |
| 8  | Tony Campbell      | 31   | 41 | 3  | 20.4 | 4.0 | 9.4  | .427  | 0.1 | 0.6 | .240  | 1.6 | 2.0 | .771  | 1.2 | 1.9 | 3.1 | 1.2 | 0.7 | 0.3 | 1.3 | 1.8 | 9.7  |
| 9  | Lorenzo Williams   | 24   | 34 | 11 | 19.9 | 1.4 | 3.0  | .466  | 0.0 | 0.0 |       | 0.4 | 0.8 | .429  | 2.7 | 3.4 | 6.1 | 0.7 | 0.4 | 1.2 | 0.6 | 2.6 | 3.2  |
| 10 | Terry Davis        | 26   | 15 | 5  | 19.1 | 1.6 | 3.9  | .407  | 0.0 | 0.0 |       | 0.5 | 0.8 | .667  | 2.0 | 2.9 | 4.9 | 0.4 | 0.6 | 0.1 | 0.3 | 1.8 | 3.7  |
| 11 | Randy White        | 26   | 18 | 3  | 17.8 | 2.5 | 6.2  | .402  | 0.3 | 1.1 | .300  | 1.1 | 1.8 | .576  | 1.7 | 2.9 | 4.6 | 0.6 | 0.6 | 0.6 | 1.0 | 2.6 | 6.4  |
| 12 | Tim Legler         | 27   | 79 | 0  | 16.7 | 2.9 | 6.7  | .438  | 0.7 | 1.8 | .374  | 1.8 | 2.1 | .840  | 0.5 | 1.2 | 1.6 | 1.5 | 0.7 | 0.2 | 0.8 | 1.7 | 8.3  |
| 13 | Darren Morningstar | 24   | 22 | 15 | 16.5 | 1.7 | 3.7  | .469  | 0.0 | 0.0 |       | 0.8 | 1.4 | .600  | 1.4 | 2.2 | 3.6 | 0.7 | 0.6 | 0.1 | 0.9 | 3.1 | 4.3  |
| 14 | Lucious Harris     | 23   | 77 | 0  | 15.1 | 2.1 | 5.0  | .421  | 0.1 | 0.4 | .212  | 1.1 | 1.5 | .731  | 0.6 | 1.5 | 2.0 | 1.4 | 0.6 | 0.1 | 1.0 | 1.5 | 5.4  |
| 15 | Greg Dreiling      | 31   | 54 | 19 | 12.7 | 1.0 | 1.9  | .500  | 0.0 | 0.0 | 1.000 | 0.5 | 0.7 | .711  | 0.9 | 2.3 | 3.1 | 0.6 | 0.3 | 0.4 | 0.8 | 2.9 | 2.4  |
| 16 | Morlon Wiley       | 27   | 12 | 0  | 10.3 | 0.5 | 1.8  | .286  | 0.2 | 0.5 | .333  | 0.0 | 0.0 |       | 0.0 | 0.5 | 0.5 | 1.3 | 1.1 | 0.0 | 0.9 | 1.4 | 1.2  |
| 17 | Chucky Brown       | 25   | 1  | 0  | 10.0 | 1.0 | 1.0  | 1.000 | 0.0 | 0.0 |       | 1.0 | 1.0 | 1.000 | 0.0 | 1.0 | 1.0 | 0.0 | 0.0 | 0.0 | 0.0 | 2.0 | 3.0  |
| 18 | Donald Hodge       | 24   | 50 | 0  | 8.6  | 0.9 | 2.0  | .455  | 0.0 | 0.0 |       | 0.9 | 1.0 | .846  | 0.9 | 1.0 | 1.9 | 0.6 | 0.3 | 0.3 | 0.6 | 1.3 | 2.7  |

## Galardones y récords
| Jugador        | Galardón                            |
| Jamal Mashburn | Mejor quinteto de rookies de la NBA |